# Alexander Grigorjewitsch Samoilenko
Alexander Grigorjewitsch Samoilenko (russisch Александр Григорьевич Самойленко, wiss. Transliteration Aleksandr Grigor'evič Samojlenko; * 20. Juli 1957 in Kalatsch, Oblast Woronesch; † 5. Dezember 2006 in Samara, Russland) war ein russischer Industrieller.
Samoilenko war seit September 2004 Generaldirektor des Unternehmens Itera-Samara, das früher ein führender Gashändler in Russland war. Allerdings wurden große Teile des Konzerns im Jahre 2006 von Gasprom übernommen. Samoilenko wurde auf offener Straße erschossen; die Staatsanwaltschaft geht von einem Auftragsmord aus. Samoilenko war in letzter Zeit in heftige Konkurrenzkämpfe um die Energieversorgung von Teilen der Stadt Togliatti verwickelt.
Gemeinsam mit dem Lada-Hersteller AwtoWAS gründete Itera ein Unternehmen namens Awtowasenergo, das für die Energieversorgung und Verteilung auf dem großen Werksgelände vor Ort zuständig ist. Zwei Wochen vor seiner Ermordung gab Samoilenko seinen Posten bei Itera auf und übernahm die Leitung von Awtowasenergo. 
Internationale Beachtung fand die Ermordung in einer Reihe von Auftragsmorden u. a. an Anna Politkowskaja, Alexander Litwinenko, Andrei Koslow und Alexander Plochin.